# Kryptodeprese

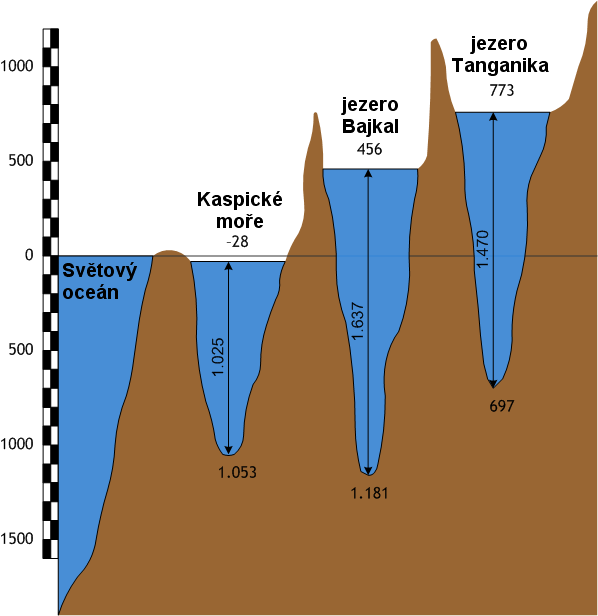
Dno Kaspického moře leží značně hluboko pod hladinou moře, hladina jezera se však nachází 28 metrů pod úrovní moře, takže se na rozdíl od Bajkalu a Tanganiky nejedná o kryptodepresi.

Kryptodeprese je geomorfologický pojem, jímž se označuje taková část zemského povrchu, která leží níže než 0 m n. m. a je součástí dna vodní plochy (jezera), jejíž hladina je naopak nad úrovní hladiny oceánu. Jde v podstatě o proláklinu, která je zcela zatopena vodou.
Největší kryptodepresí na Zemi je Bajkal, nejhlubší jezero světa ležící v příkopové propadlině, (nejníže položené místo jeho dna má nadmořskou výšku −1186,5 m). Velké kryptodeprese nalezneme i ve Velké příkopové propadlině v Africe (jezera Tanganika a Malawi).
Vznik velké části kryptodepresí je často spojen s činností ledovců. Příkladem jsou některá horská jezera (v Alpách např. Gardské jezero v Itálii) a řada jezer vzniklých činností pevninského ledovce (namátkou lze jmenovat největší evropská jezera – Ladožské, Oněžské, Vänern, Saimaa, v Asii např. jezero Tajmyr, v Severní Americe Velké Medvědí jezero, Hořejší jezero a další).

## Příklady
- Jezero O'Higgins / San Martín má hladinu ve výšce 250 m n. m., maximální hloubka je 836 m. Dno je tedy na úrovni −586 m n. m. Jde tedy o kryptodepresi.